# Chicago Spire
La Chicago Spire (en français « Flèche de Chicago ») était un projet de gratte-ciel résidentiel de forme hélicoïdale en construction à Chicago, dans l'État de l'Illinois, aux États-Unis. La fin des travaux était prévue pour 2012.
Avec ses 150 étages et 609,6 mètres de hauteur, il serait devenu le plus haut gratte-ciel du continent américain, devant le One World Trade Center de New York. Il a été dessiné par l'architecte espagnol Santiago Calatrava Valls, concepteur entre autres du Turning Torso de Malmö.
Il fut d'abord appelé Fordham Spire et 400 North Lake Shore Drive. Le site de la construction se trouve sur l'estuaire de la rivière Chicago au nord-est du secteur du Loop, a été choisi par Garrett Kelleher (en) du Shelbourne Development Group, Inc.. En raison de plusieurs conséquences de la crise économique mondiale, les travaux ont été suspendus à l'automne 2008.

## Histoire

### Fordham Spire
À l'origine, le projet, nommé Fordham Spire est présenté en juillet 2005, il comporte 115 étages. C'est l'entrepreneur de Chicago Christopher T. Carley de la Fordham Company qui conduit alors le projet. L'immeuble est conçu pour abriter un hôtel et des appartements ainsi qu'une grande antenne.
Le 16 mars 2006, les plans sont approuvés à l'unanimité par la Chicago Plan Commission (Commission d'urbanisme de Chicago) ; le 23 mars 2006, c'est au tour de la City's Zoning Committee (Commission du plan des zones) d'abonder dans ce sens ; finalement, le 29 mars 2006, le conseil municipal de Chicago entérine les plans. Le conseil vote également un amendement concernant la taille des bâtiments qui autorise la construction d'une tour de 610 mètres de haut.
Les plans sont largement soutenus par les habitants des quartiers immédiats et la ville de Chicago dans son ensemble, en partie parce que le bâtiment mangera moins la lumière du jour et bouchera moins la perspective sur le panorama urbain que ne le prévoyait à l'origine les plans pour cette zone. Le maire de Chicago Richard M. Daley dit même qu'il approuvait les plans en raison de leur moindre impact sur l'environnement.
L'opposition de quelques voisins tient au fait des risques de congestion accrus. Donald Trump s'opposa immédiatement au projet, mentionnant que la structure deviendrait une cible pour les terroristes et que le projet n'est pas crédible. La Trump International Hotel and Tower, gratte-ciel dont la construction fut achevée en 2009, se trouve à quelques pâtés de maisons à l'ouest du site de la Chicago Spire et aurait été en concurrence avec elle.

## Localisation

Emplacement de la Chicago Spire

Le chantier se trouve à l'embouchure de la rivière Chicago, sur la rive du lac Michigan, à la bordure nord du secteur du Loop (Downtown Chicago), le grand quartier d'affaires de la ville. Le site est bordé au nord par le canal Ogden, à l'est par le boulevard Lake Shore Drive, la rivière Chicago au sud et les immeubles résidentiels existant à l'ouest.

## Architecture
Comme pour nombre de ses projets, Calatrava s'est inspiré de la nature pour dessiner ce gratte-ciel. Il a comparé l'immeuble à un feu de camp indien et à une coquille d'escargot. La spirale présente des qualités fonctionnelles : elle renforce la structure et permet de réduire la prise du vent. Sur un bâtiment parallélépipédique, le vent exerce une pression sur la surface qui lui est exposée et l'écoulement laminaire une force de succion sur la surface opposée. Ce qui cause un mouvement d'oscillation sur les bâtiments de grande taille qui peut être en partie annulé par un renforcement de la structure ou en utilisant un amortisseur dynamique. Cependant, la forme en spirale du bâtiment n'annulera pas complètement les forces dues au vent, elle sera donc renforcée par un noyau en béton armé et par douze parois anti-sismiques.

### Hauteur
La tour aurait dû mesurer 2 000 pieds, soit 610 mètres du sol au haut du toit, ce qui en aurait fait le plus haut bâtiment des États-Unis devant la Willis Tower (527 mètres), elle aussi à Chicago, et la One World Trade Center (541 mètres), construite à Manhattan.

### Aménagement intérieur
La tour aurait dû abriter 1 200 appartements et, comme pour la Willis Tower (avec son skydeck) et le 875 North Michigan Avenue (avec l'observatoire 360 Chicago), une salle panoramique au dernier étage, permettant d'admirer une vue s'étendant sur la ville de Chicago, le lac Michigan et les quatre États de l'Illinois, l'Indiana, le Michigan et le Wisconsin.

## Étapes de la construction

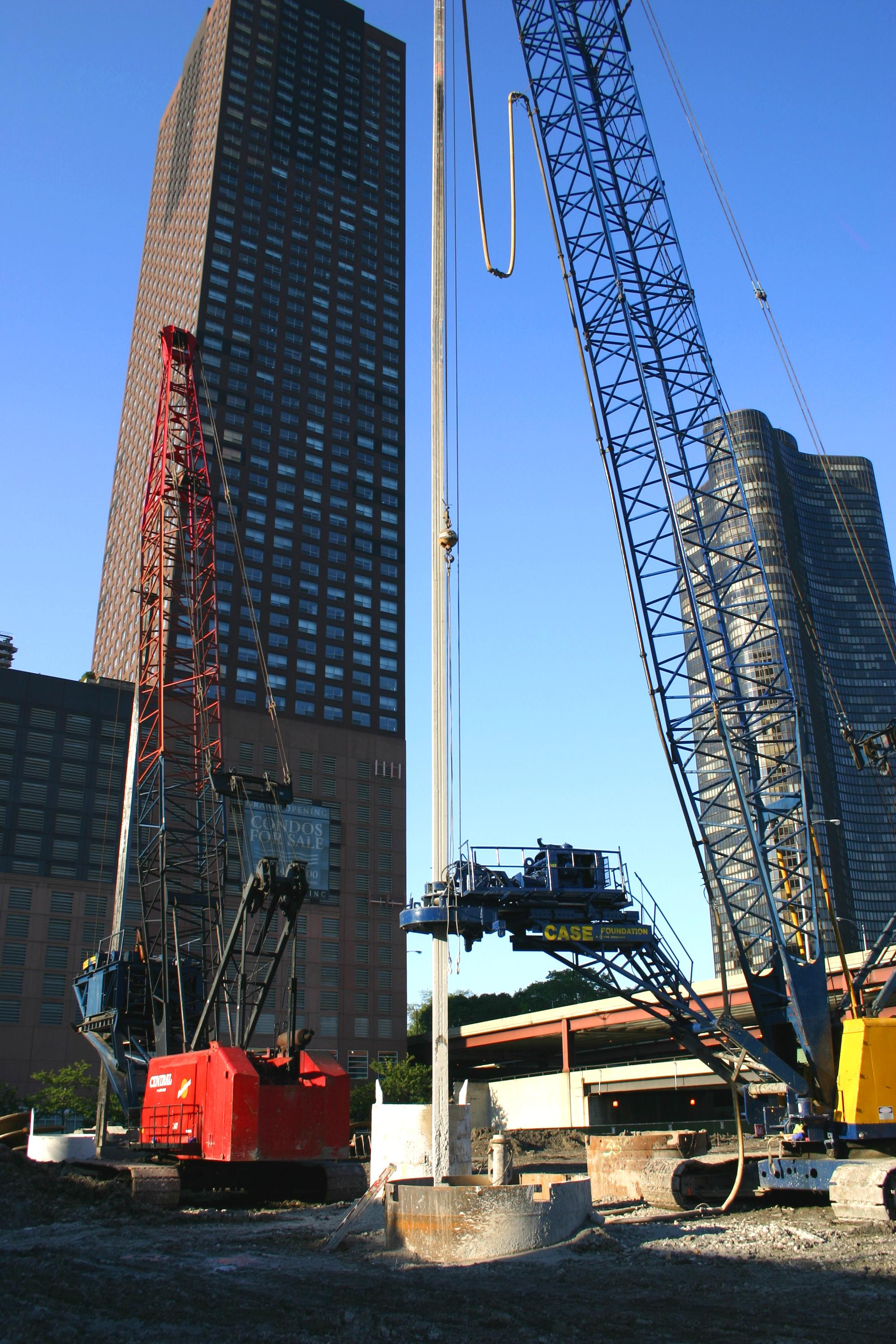
Forage et installation de l'un des caissons.
Photographie J. Crocker (11 août 2007)

Les grues et les équipements de construction sont arrivés sur le site le 25 juin 2007. Le jour suivant, Shelbourne Development a annoncé officiellement la signature du premier contrat de construction. Cette première étape comprend la construction de 34 caissons en béton et en acier qui seront enfoncés à 37 mètres de profondeur pour reposer sur la roche mère. Un coffrage de 31 mètres de diamètre et 24 mètres de profondeur sera mis en place pour assécher l'espace de travail et servira ensuite de fondation au noyau central du bâtiment.
La phase souterraine des travaux devait être achevée lors du quatrième quart de 2008 et la structure s'élever à la mi-2009. Mais en 2010, à la suite de la crise économique mondiale, les travaux sont arrêtés.
Travaux repris par un nouveau projet: 400 lake shore drive https://www.youtube.com/watch?v=rrbVrJe00a0

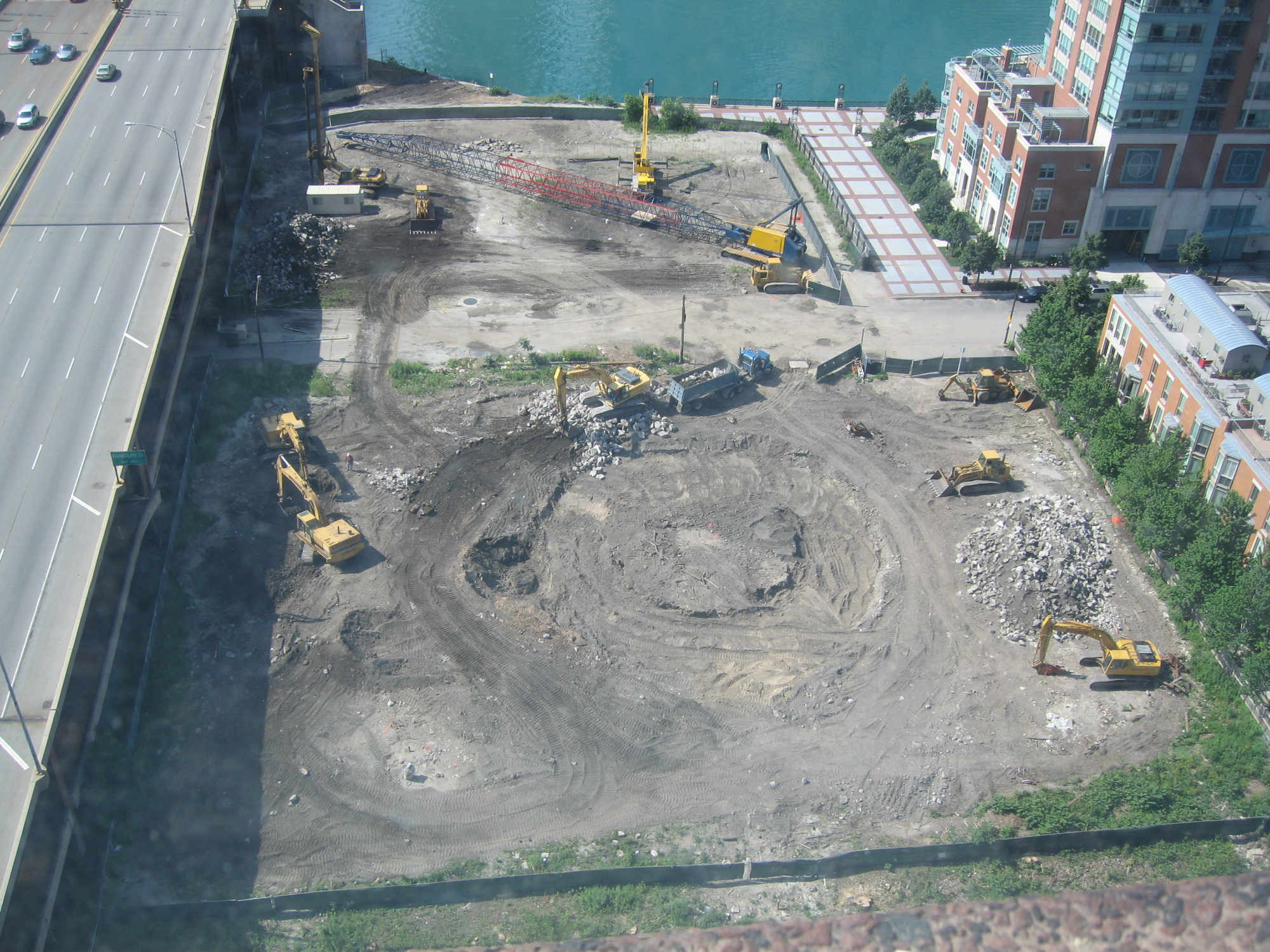
30 juin 2007
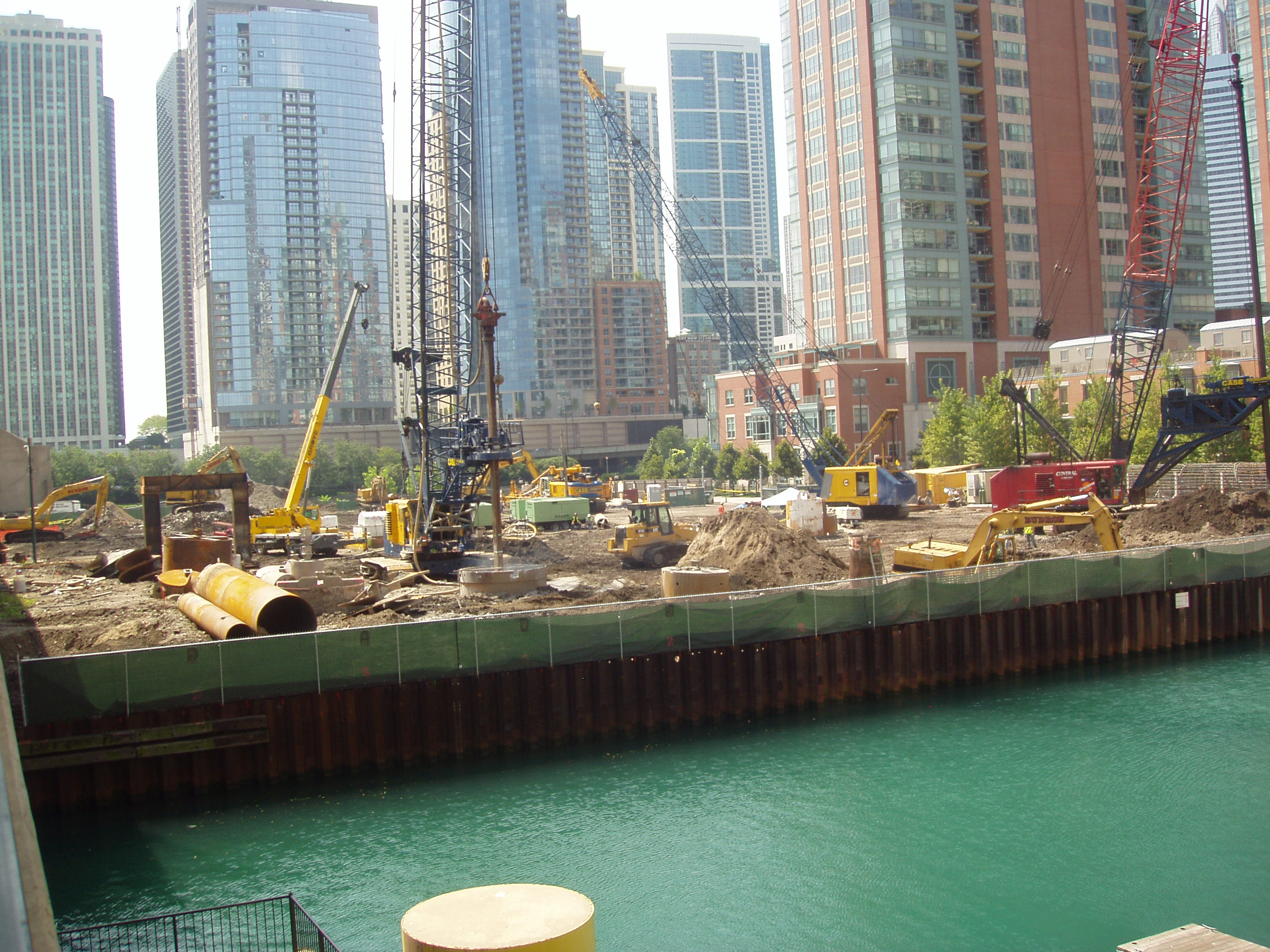
22 août 2007
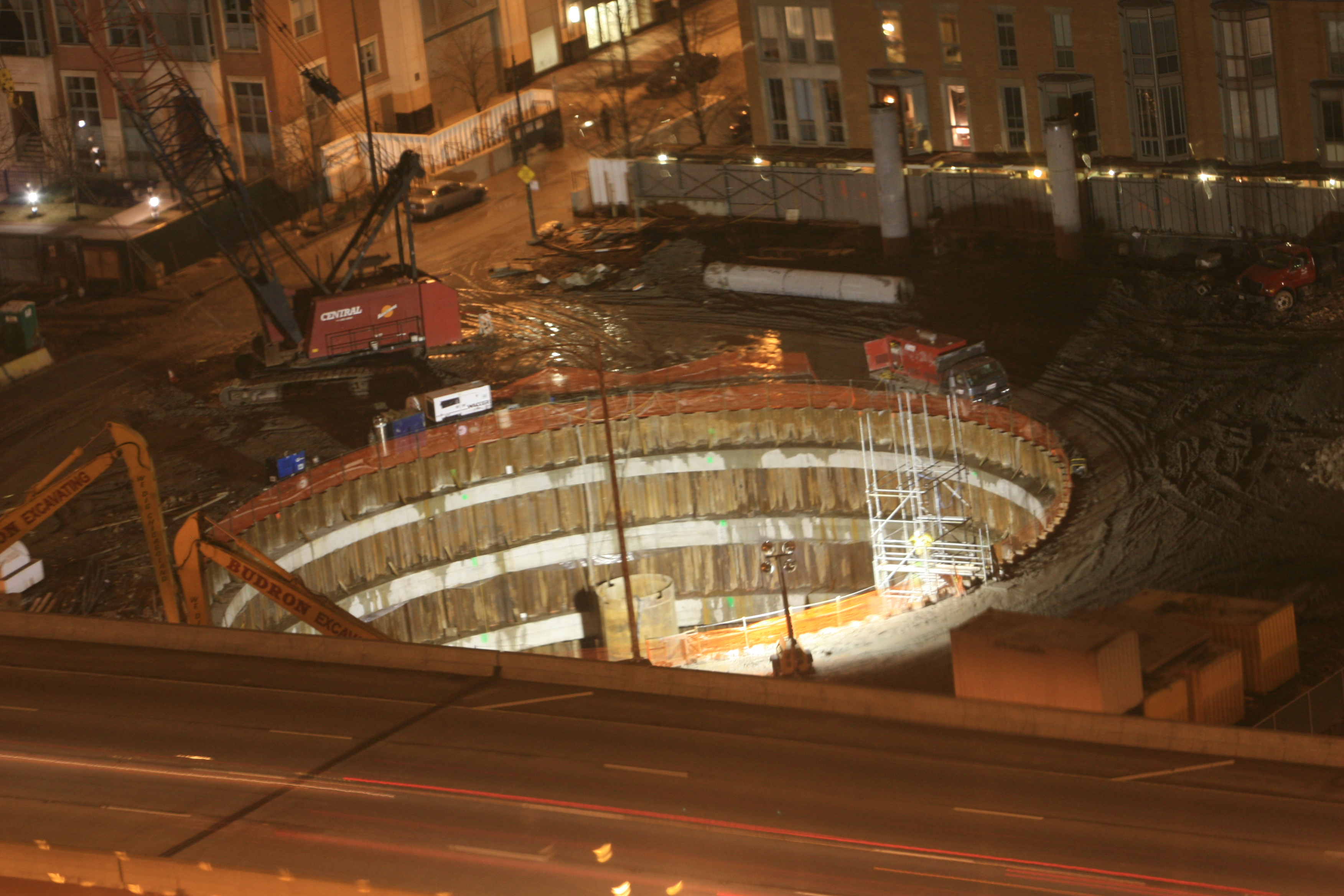
Prise de vue nocturne des fondations 12 janvier 2008
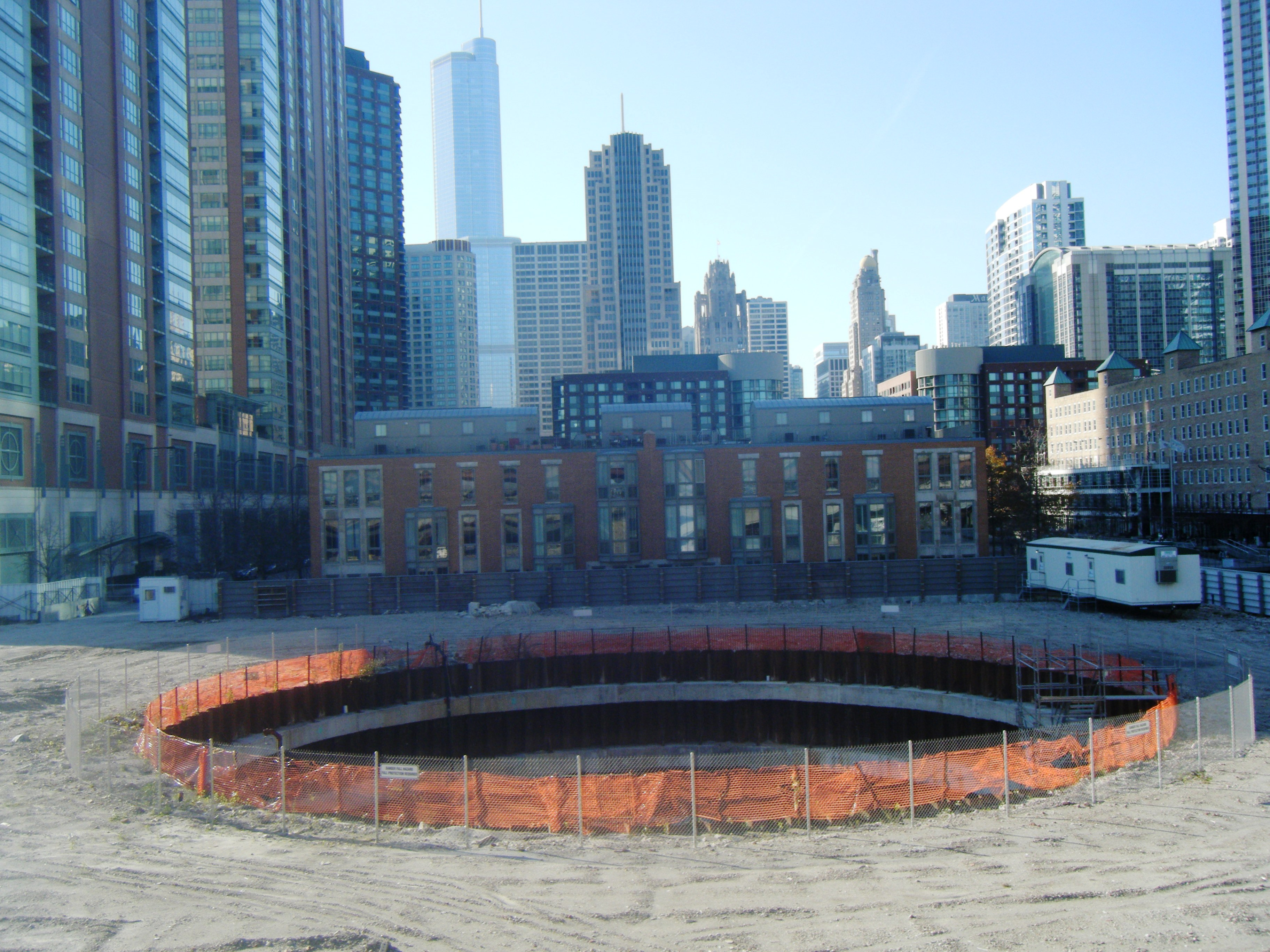
11 novembre 2009